# Yorbe Vertessen
Yorbe Vertessen (* 8. Januar 2001 in Tienen) ist ein belgischer Fußballspieler, der vorrangig auf der Position des Stürmers eingesetzt wird. Er spielt für den FC Red Bull Salzburg.

## Karriere

### Verein
Vertessen spielte zunächst in den Jugendmannschaften von FC Rillaar Sport und des KVC Westerlo, ehe er sich 2009 der Jugend von PSV Eindhoven anschloss. In der Saison 2019/20 absolvierte Vertessen neun Spiele für die Zweitvertretung der PSV Eindhoven, die Jong PSV. Für die Zweitvertretung spielte er in 14 Spielen in der zweiten niederländischen Liga. In der Saison 2020/21 bestritt er für die Profimannschaft in der Eredivisie 15 Spiele, wobei er zwei Tore erzielte, und lief weiterhin für die Reserve auf. Die darauffolgende Saison konnte er bei 24 Liga-Spielen mit sechs Toren beenden. In dieser Saison konnte PSV den niederländischen Pokal gewinnen, wobei Vertessen bei vier Pokalspielen eingesetzt wurde. Im Finalspiel gegen Ajax Amsterdam wurde er in der 81. Minuten für Eran Zahavi eingewechselt. Insgesamt bestritt er zunächst 47 Ligaspiele für Eindhoven 47 Ligaspiele.
Zum 28. Januar 2023 wurde er bis zum Ende der Saison in die belgische erste Liga zu Royale Union Saint-Gilloise verliehen. Vertessen bestritt 15 von 18 möglichen Ligaspielen für Saint-Gilloise, in denen er drei Tore schoss, sowie zwei Pokalspiele und drei Spiele in der Europa League mit einem Tor. In der Saison 2023/24 gehörte er wieder zum Kader von PSV Eindhoven.
Im Winter 2024 wechselte Vertessen zum 1. FC Union Berlin. Damit bildet er die Nachfolge der Abgänge Becker, Fofana und den zuletzt zum VfL Wolfsburg gewechselten Behrens. Um seinen Transfer ereignete sich ein Wirrwarr, denn der ehemalige Teamkollege Noa Lang verletzte sich, wodurch der Transfer von der PSV vorübergehend auf Eis gelegt wurde. Schlussendlich konnte man sich dennoch auf eine Ablöse von 4,75 Millionen Euro plus Boni einigen. Für Union kam er insgesamt zu 30 Einsätzen in der Bundesliga, in denen er viermal traf.
Im Februar 2025 wechselte er zum österreichischen Bundesligisten FC Red Bull Salzburg, bei dem er einen bis 2029 laufenden Vertrag erhielt. Sein erstes Tor in der Bundesliga erzielte er am 2. März 2025 gegen SK Sturm Graz.

### Nationalmannschaft
Vertessen durchlief ab 2015 die belgischen Nachwuchsnationalmannschaften ab der U15. Später war er auch für die U16-, U17-, U18-, U19- sowie für die U21-Nationalmannschaft aktiv. Mit der U17-Nationalmannschaft nahm er im Sommer 2018 an der U17-Europameisterschaft teil und bestritt dort vier der fünf Turnierspiele, bis die Mannschaft im Halbfinale gegen Italien ausschied. Dabei gelang ihm in jedem seiner Einsätze jeweils ein Tor, wodurch er mit insgesamt vier Treffern gemeinsam mit dem Italiener Edoardo Vergani Torschützenkönig des Turniers wurde. Ab September 2021 spielte er für die belgische U21-Nationalmannschaft und nahm mit ihr im Sommer 2023 an der U21-Europameisterschaft teil, wobei er bis zum Vorrundenaus der Mannschaft im ersten und letzten Gruppenspiel eingesetzt wurde.

## Erfolge
- Niederländischer Pokalsieger: 2021/22
- Gewinner der Johan-Cruyff-Schale (niederländischer Superpokal): 2021, (2022 – ohne Einsatz), 2023
- Torschützenkönig der U17-Europameisterschaft: 2018 (4 Tore)